# Хесус Гальярдо
Хесус Гальярдо (ісп. Jesús Gallardo, нар. 15 серпня 1994, Карденас) — мексиканський футболіст, півзахисник клубу «Монтеррей» та національної збірної Мексики.

## Клубна кар'єра
Вихованець клубу «УНАМ Пумас». 17 вересня 2014 року в матчі Кубка Мексики проти «Толуки» Хесус дебютував за основний склад «пум». У цьому ж поєдинку Гальярдо забив свій перший гол за клуб. 23 листопада в матчі проти «Монтеррея» він дебютував у мексиканській Прімеріі. 21 серпня 2016 року в поєдинку проти «Монтеррея» Хесус забив свій перший гол за «УНАМ Пумас» в чемпіонаті. 21 жовтня в матчі Ліги чемпіонів КОНКАКАФ проти тринідадського «Дабл-Ю Коннекшн» він зробив «дубль».
До складу клубу «Монтеррей» приєднався 2018 року. Станом на 22 січня 2020 року відіграв за команду з Монтеррея 66 матчів в національному чемпіонаті.

## Виступи за збірну
9 жовтня 2016 року дебютував в офіційних іграх у складі національної збірної Мексики в товариському матчі проти збірної Нової Зеландії.
У складі збірної був учасником розіграшу Золотого кубка КОНКАКАФ 2017 року, наступниого року — чемпіонату світу 2018 року, а ще за ріка став переможцем Золотого кубка КОНКАКАФ 2019.
| Дата       | Місто                | Господарі         | Результат               | Гості                | Турнір                                   | Голи | Примітки |
| ---------- | -------------------- | ----------------- | ----------------------- | -------------------- | ---------------------------------------- | ---- | -------- |
| 9-10-2016  | Нашвілл              | Мексика           | 2 – 1                   | Нова Зеландія        | товариський матч                         | -    | 61'      |
| 12-10-2016 | Бриджв'ю (Іллінойс)  | Мексика           | 1 – 0                   | Панама               | товариський матч                         | -    | 60' 61'  |
| 8-2-2017   | Вітні                | Мексика           | 1 – 0                   | Ісландія             | товариський матч                         | -    | 46'      |
| 28-3-2017  | Порт-оф-Спейн        | Тринідад і Тобаго | 0 – 1                   | Мексика              | Відбір до ЧС 2018                        | -    | 68'      |
| 28-5-2017  | Лос-Анджелес         | Мексика           | 1 – 2                   | Хорватія             | товариський матч                         | -    | 80'      |
| 2-6-2017   | Іст-Ратерфорд        | Ірландія          | 1 – 3                   | Мексика              | товариський матч                         | -    |          |
| 12-6-2017  | Мехіко               | Мексика           | 1 – 1                   | США                  | Відбір до ЧС 2018                        | -    | 31'      |
| 29-6-2017  | Х'юстон              | Мексика           | 1 – 1                   | Гана                 | товариський матч                         | -    |          |
| 2-7-2017   | Сіетл                | Мексика           | 2 – 1                   | Парагвай             | товариський матч                         | -    |          |
| 10-7-2017  | Сан-Дієго            | Мексика           | 3 – 1                   | Сальвадор            | Кубок КОНКАКАФ 2017 - 1-й етап           | -    |          |
| 14-7-2017  | Денвер               | Мексика           | 0 – 0                   | Ямайка               | Кубок КОНКАКАФ 2017 - 1-й етап           | -    |          |
| 17-7-2017  | Сан-Антоніо          | Кюрасао           | 0 – 2                   | Мексика              | Кубок КОНКАКАФ 2017 - 1-й етап           | -    | 75'      |
| 21-7-2017  | Глендейл             | Мексика           | 1 – 0                   | Гондурас             | Кубок КОНКАКАФ 2017 - чвертьфінал        | -    |          |
| 24-7-2017  | Пасадена             | Мексика           | 0 – 1                   | Ямайка               | Кубок КОНКАКАФ 2017 - півфінал           | -    | 59'      |
| 2-9-2017   | Мехіко               | Мексика           | 1 – 0                   | Панама               | Відбір до ЧС 2018                        | -    |          |
| 5-9-2017   | Сан-Хосе             | Коста-Рика        | 1 – 1                   | Мексика              | Відбір до ЧС 2018                        | -    | 73'      |
| 10-10-2017 | Сан-Педро-Сула       | Гондурас          | 3 – 2                   | Мексика              | Відбір до ЧС 2018                        | -    |          |
| 13-11-2017 | Гданськ              | Польща            | 0 – 1                   | Мексика              | товариський матч                         | -    |          |
| 1-2-2018   | Сан-Антоніо          | Мексика           | 1 – 0                   | Боснія і Герцеговина | товариський матч                         | -    |          |
| 23-3-2018  | Санта-Клара          | Мексика           | 3 – 0                   | Ісландія             | товариський матч                         | -    | 70'      |
| 29-5-2018  | Пасадена             | Мексика           | 0 – 0                   | Уельс                | товариський матч                         | -    |          |
| 3-6-2018   | Мехіко               | Мексика           | 1 – 0                   | Шотландія            | товариський матч                         | -    |          |
| 9-6-2018   | Брондбю              | Данія             | 2 – 0                   | Мексика              | товариський матч                         | -    |          |
| 17-6-2018  | Москва               | Німеччина         | 0 – 1                   | Мексика              | ЧС 2018 - 1-й етап                       | -    |          |
| 23-6-2018  | Ростов-на-Дону       | Південна Корея    | 1 – 2                   | Мексика              | ЧС 2018 - 1-й етап                       | -    |          |
| 27-6-2018  | Єкатеринбург         | Мексика           | 0 – 3                   | Швеція               | ЧС 2018 - 1-й етап                       | -    | 1' 65'   |
| 2-7-2018   | Самара               | Бразилія          | 2 – 0                   | Мексика              | ЧС 2018 - 1/8 фіналу                     | -    |          |
| 7-9-2018   | Х'юстон              | Мексика           | 1 – 4                   | Уругвай              | товариський матч                         | -    |          |
| 12-9-2018  | Нашвілл              | США               | 1 – 0                   | Мексика              | товариський матч                         | -    | 80'      |
| 17-10-2018 | Сантьяго-де-Керетаро | Мексика           | 0 – 1                   | Чилі                 | товариський матч                         | -    |          |
| 16-11-2018 | Кордова              | Аргентина         | 2 – 0                   | Мексика              | товариський матч                         | -    | 46'      |
| 21-11-2018 | Мендоса              | Аргентина         | 2 – 0                   | Мексика              | товариський матч                         | -    | 46' 62'  |
| 23-3-2019  | Сан-Дієго            | Мексика           | 3 – 1                   | Чилі                 | товариський матч                         | -    |          |
| 6-6-2019   | Атланта              | Мексика           | 3 – 1                   | Венесуела            | товариський матч                         | -    |          |
| 10-6-2019  | Арлінгтон            | Мексика           | 3 – 2                   | Еквадор              | товариський матч                         | -    | 46'      |
| 16-6-2019  | Пасадена             | Мексика           | 7 – 0                   | Куба                 | Кубок КОНКАКАФ 2019 - 1-й етап           | -    |          |
| 19-6-2019  | Денвер               | Мексика           | 3 – 1                   | Канада               | Кубок КОНКАКАФ 2019 - 1-й етап           | -    |          |
| 23-6-2019  | Шарлотт              | Мартиніка         | 2 – 3                   | Мексика              | Кубок КОНКАКАФ 2019 - 1-й етап           | -    |          |
| 29-6-2019  | Х'юстон              | Мексика           | 1 – 1 д.ч. (5 - 4 п.п.) | Коста-Рика           | Кубок КОНКАКАФ 2019 - чвертьфінал        | -    |          |
| 3-7-2019   | Глендейл             | Гаїті             | 0 – 1 д.ч.              | Мексика              | Кубок КОНКАКАФ 2019 - півфінал           | -    |          |
| 7-7-2019   | Чикаго               | Мексика           | 1 – 0                   | США                  | Кубок КОНКАКАФ 2019 - Фінал              | -    |          |
| 6-9-2019   | Іст-Ратерфорд        | США               | 0 – 3                   | Мексика              | товариський матч                         | -    | 87'      |
| 10-9-2019  | Сан-Антоніо          | Аргентина         | 4 – 0                   | Мексика              | товариський матч                         | -    |          |
| 16-11-2019 | Панама               | Панама            | 0 – 3                   | Мексика              | Ліга націй КОНКАКАФ 2019-2020 - 2-й етап | -    |          |
| Усього     |                      | Матчів            | 44                      |                      | Голів                                    | 0    |          |

## Титули і досягнення
- Мексика

Володар Золотого кубка КОНКАКАФ (3): 2019, 2023, 2025
Срібний призер Золотого кубка КОНКАКАФ: 2021
- «Монтеррей»

Чемпіон Мексики (1): Апертура 2019
- Володар Кубка Мексики (1): 2019-20
- Переможець Ліги чемпіонів КОНКАКАФ (2): 2019, 2021